# Alfeno Varo
Alfeno Varo (in latino Alfenus Varus; Cremona, ... – ...; fl. I secolo a.C.) fu un giureconsulto latino vissuto intorno alla metà del I secolo a.C..
Virgilio lo menziona nelle Bucoliche come dedicatario della sesta egloga.

## Biografia
Nacque a Cremona, allievo di Servio Sulpicio Rufo. Ricoprì la carica di consul suffectus nel 39 a.C.
La sua opera principale sono i Digesta, suddivisi in 40 libri.
La struttura dell'opera si fonda sulla tripartizione logica del discorso:
- descrizione del casus priva di connotazioni giuridiche
- dubbio suscitato dal casus
- ratio dubitandi
- soluzione del giurista
- ratio decidendi

Tale tecnica divisoria discende dalla precedente diairetica di Aristotele e Platone.